# Cuphea warmingii
Cuphea warmingii är en fackelblomsväxtart som beskrevs av Emil Bernhard Koehne. Cuphea warmingii ingår i släktet blossblommor, och familjen fackelblomsväxter. Inga underarter finns listade i Catalogue of Life.